# Centre intégré universitaire de santé et de services sociaux du Centre-Ouest-de-l’Île-de-Montréal
Le Centre intégré universitaire de santé et des services sociaux du Centre-Ouest-de-l'Île-de-Montréal (CIUSSS Centre-Ouest-de-l'Île-de-Montréal) est un établissement de santé situé sur l'île de Montréal, au Québec. Il est créé en avril 2015 grâce à la fusion de nombreux établissements de santé et des services sociaux du centre-ouest de l'Île de Montréal. Bien qu'il regroupe plusieurs établissements, le CIUSSS est considéré comme un seul établissement de santé ayant plusieurs points de service.

## Présentation

### Territoire
Le territoire du CIUSSS Centre-Ouest-de-l'Île-de-Montréal regroupe 6 municipalités (Hampstead, Ville Mont-Royal, Côte-St-Luc, Montréal-Ouest, Westmount) et cinq arrondissements de Montréal (Parc-Extension, Outremont, Plateau Mont-Royal (en partie), Ville-Marie (en partie) et Côte-des-Neiges-Notre-Dame-de-Grâce).

### Établissements et points de services
Le CIUSSS Centre-Ouest-de-l'Île-de-Montréal regroupe différents établissements de santé et services sociaux : des centres hospitaliers (CH), des centres locaux de services communautaires (CLSC), des centres d’hébergement de soins de longue durée (CHSLD), des centres de réadaptation (CR) incluant les centres de réadaptation en déficience intellectuelle et en troubles envahissants du développement (CRDITED). Le CIUSSS propose aussi des centres de périnatalité sociale, des Maisons bleues (MB), une maison de naissance (MN), des ressources intermédiaires (RI) et le service téléphonique d'urgence Service régional Info-Santé/Info-Social (811).
| établissement                                   | type  |
| ----------------------------------------------- | ----- |
| Centre d’hébergement Father-Dowd                | CHSLD |
| Centre d’hébergement Henri-Bradet               | CHSLD |
| Centre d’hébergement Saint-Andrew               | CHSLD |
| Centre d’hébergement Saint-Margaret             | CHSLD |
| Centre gériatrique Maimonides Donald Berman     | CHSLD |
| CHSLD juif Donald Berman                        | CHSLD |
| CLSC de Benny Farm                              | CLSC  |
| CLSC de Côte-des-Neiges                         | CLSC  |
| CLSC Métro                                      | CLSC  |
| CLSC de Parc-Extension                          | CLSC  |
| CLSC René-Cassin                                | CLSC  |
| Point de service Outremont                      | CLSC  |
| Hôpital général juif                            | CH    |
| Hôpital Mont-Sinai                              | CH    |
| La Maison Bleue de Côte-des-Neiges              | MB    |
| La Maison Bleue de Parc-Extension               | MB    |
| Maison de naissance Côte-des-Neiges             | MN    |
| Centre de réadaptation Lethbridge-Layton-Mackay | CR    |
| Centre Miriam                                   | CR    |
| Hôpital Catherine Booth                         | CR    |
| Hôpital Richardson                              | CR    |
| Le Glenmount                                    | CR    |
| Résidence Le Boulevard                          | RI    |
| Ressource de la Montagne                        | RI    |
| Ressource intermédiaire Lev-Tov                 | RI    |
| Ressource intermédiaire Maison Paternelle       | RI    |
| Manoir Renaissance                              | RI    |
| Service régional Info-Santé/Info-Social         | 811   |

### Gouvernance
Le CIUSSS Centre-Ouest-de-l'Île-de-Montréal est sous la responsabilité du Ministère de la Santé et des Services sociaux du gouvernement du Québec. Les modalités de gouvernance et sa composition sont prévues dans la Loi modifiant l’organisation et la gouvernance du réseau de la santé et des services sociaux notamment par l’abolition des agences régionales (RLRQ, chapitre O-7.2) (LMRSSS). Le Dr Lawrence Rosenberg est le Président directeur général du CIUSSS Centre-Ouest-de-l'Île-de-Montréal.

## Controverses
En octobre 2020, le CIUSSS Centre-Ouest-de-l'Île-de-Montréal a été victime d'une cyberattaque à l'aide du rançongiciel Ryuk contre plusieurs de ses infrastructures numériques. L'attaque s'inscrivait dans une vague d'attaque contre des centres hospitaliers américains pendant cette période rapporté par le Cybersecurity Infrastructure Security Agency (CISA).
Dans un autre registre, le 13 septembre 2020, le PDG du CIUSSS Centre-Ouest-de-l'Île-de-Montréal, Dr Lawrence Rosenberg, a déclaré sur les ondes de CTV que la Covid-19 était comparable à une épidémie de grippe influenza. Le ministre de la Santé et des Services sociaux, Christian Dubé, a critiqué ces propos lors d'un point de presse entraînant de la part du PDG une clarification de ses propos.[9]